# Macromesus amphiretus
Macromesus amphiretus är en stekelart som beskrevs av Walker 1848. Macromesus amphiretus ingår i släktet Macromesus och familjen puppglanssteklar. Arten är reproducerande i Sverige. Inga underarter finns listade i Catalogue of Life.